# 宇佐美春三郎
宇佐美 春三郎（うさみ しゅんざぶろう、1845年（弘化元年12月） - 1894年（明治27年）2月22日）は、明治時代の政治家、実業家。衆議院議員（1期）。

## 経歴
豊後国速見郡、のちの日出町で、酒造業・老舗「南郡屋」に生まれる。米良東嶠の門に入り漢学を修めたのち洋学にも傾倒した。1876年（明治9年）大分県会議員に当選し、以来副議長、常置委員、地方衛生会委員、県徴兵参事会員、商法会議所頭取を歴任した。ほか、金融業・朝陽社を興し社長に任じ、貧民救助財団恵愛社管理者を務めた。
1890年（明治23年）7月の第1回衆議院議員総選挙では大分県第4区から出馬し当選。衆議院議員を1期務めた。弥生倶楽部に属した。

## 親族
- 孫 宇佐美健吉（日出町長、実業家）[3]